# 罗宾·塔博林
罗宾·塔博林（荷蘭語：Robin Tabeling，1994年4月24日—），荷蘭男子羽毛球運動員，擅長雙打項目。其胞姊伊里斯·塔博林同為羽毛球運動員。

## 簡歷
2013年3月，罗宾·塔博林出戰在土耳其安卡拉舉行的歐洲青年羽毛球錦標賽，與米凯·哈尔克马合作贏得混合雙打比賽亞軍。同年11月，二人在匈牙利國際賽贏得首個國際賽冠軍。
2014年1月，罗宾·塔博林出戰愛沙尼亞羽毛球國際賽，在與鲁宾·吉尔的男雙準决赛以0比2（16-21、10-21）不敌赛会2号种子、法国的洛朗·康斯坦丁/马修·罗英平；而與米凯·哈尔克马的混雙準决赛以0比2（10-21、17-21）不敌赛会头号种子、俄罗斯的维塔利·杜尔金/尼娜·维斯洛娃。同年4月，他與米凯·哈尔克马出戰荷蘭羽毛球國際賽，在混雙决赛以0比2（10-21、5-21）不敌赛会3号种子、丹麦的尼克拉斯·诺尔/萨拉·蒂格森，赢得亚軍。
2015年12月，罗宾·塔博林與萨曼塔·巴宁出戰愛爾蘭羽毛球公開賽，在混雙準决赛以0比2（13-21、14-21）不敌赛会3号种子、丹麦的马蒂亚斯·克里斯蒂安森/莉娜·格雷巴克。
2016年3月，罗宾·塔博林與萨曼塔·巴宁出戰奧爾良羽毛球國際挑戰賽，在混雙决赛以0比2（14-21、13-21）不敌赛会4号种子、丹麦的马蒂亚斯·克里斯蒂安森/莉娜·格雷巴克，赢得亚軍。同年11月，他與耶勒·马斯出戰蘇格蘭羽毛球大獎賽，在男雙準决赛1比2（19-21、21-18、19-21）不敌跨国组合[苏格兰：亚当·霍尔/英格兰：彼得·米尔斯]。随后12月，他與谢丽尔·塞尔宁出戰愛爾蘭羽毛球公開賽，在混雙决赛以0比2（16-21、16-21）不敌赛会5号种子、丹麦的马蒂亚斯·克里斯蒂安森/萨拉·蒂格森，赢得亚軍。
2017年6月，罗宾·塔博林與谢丽尔·塞尔宁出戰西班牙羽毛球國際賽，在混雙决赛以0比2（11-21、18-21）不敌赛会2号种子、爱尔兰的山姆·马吉/克洛伊·马吉，赢得亚軍。同年11月，他出戰蘇格蘭羽毛球大獎賽，在與耶勒·马斯的男雙决赛以2比0（21-11、21-15）击败了赛会8号种子、队友的雅高·阿伦斯/鲁宾·吉尔，俩人奪得其首個國際職業賽冠軍；而與谢丽尔·塞尔宁的混雙準决赛以1比2（16-21、22-20、20-22）不敌赛会4号种子、丹麦的米克尔·米克尔森/麦尔·苏罗。随后8月，罗宾·塔博林參加苏格兰格拉斯哥舉行的世界羽毛球錦標賽，他和谢丽尔·塞尔宁出戰混合双打項目。首圈激战三局以1比2 （21-14、16-21、14-21）不敌英格兰的本·莱恩/杰西卡·皮尤，48强止步。年尾12月，他與耶勒·马斯出戰意大利羽毛球國際賽，在男雙决赛以2比0（23-21、21-18）击败了赛会7号种子、波兰的米洛什·博哈特/亚当·克瓦林纳，赢得冠軍。
2018年4月，罗宾·塔博林參加西班牙韦尔瓦举办的歐洲羽毛球錦標賽，在與耶勒·马斯的男雙準决赛以0比2（15-21、18-21）不敌赛会3号种子、丹麦的金·阿斯特鲁普/安德斯·斯考劳普·拉斯姆森，赢得季軍。

## 主要比賽成績
只列出曾進入準決賽的國際賽事成績：
| 年份   | 賽事                       | 公開賽級別 | 項目     | 拍檔            | 成績   |
| ------ | -------------------------- | ---------- | -------- | --------------- | ------ |
| 2013年 | 歐洲青年羽毛球錦標賽       | 其他       | 混合團體 | －              | 準決賽 |
| 2013年 | 歐洲青年羽毛球錦標賽       | 其他       | 混合雙打 | 米凯·哈尔克马   | 亞軍   |
| 2013年 | 匈牙利羽毛球國際賽         | 國際系列賽 | 混合雙打 | 米凯·哈尔克马   | 冠軍   |
| 2014年 | 愛沙尼亞羽毛球國際賽       | 國際系列賽 | 男子雙打 | 鲁宾·吉尔       | 準決賽 |
| 2014年 | 愛沙尼亞羽毛球國際賽       | 國際系列賽 | 混合雙打 | 米凯·哈尔克马   | 準決賽 |
| 2014年 | 荷蘭羽毛球國際賽           | 國際系列賽 | 混合雙打 | 米凯·哈尔克马   | 亞軍   |
| 2015年 | 愛爾蘭羽毛球公開賽         | 國際挑戰賽 | 混合雙打 | 萨曼塔·巴宁     | 準決賽 |
| 2016年 | 奧爾良羽毛球國際挑戰賽     | 國際挑戰賽 | 混合雙打 | 萨曼塔·巴宁     | 亞軍   |
| 2016年 | 蘇格蘭羽毛球大獎賽         | 大獎賽     | 男子雙打 | 耶勒·马斯       | 準決賽 |
| 2016年 | 愛爾蘭羽毛球公開賽         | 國際挑戰賽 | 混合雙打 | 谢丽尔·塞尔宁   | 亞軍   |
| 2017年 | 西班牙羽毛球國際賽         | 國際挑戰賽 | 混合雙打 | 谢丽尔·塞尔宁   | 亞軍   |
| 2017年 | 蘇格蘭羽毛球大獎賽         | 大獎賽     | 男子雙打 | 耶勒·马斯       | 冠軍   |
| 2017年 | 蘇格蘭羽毛球大獎賽         | 大獎賽     | 混合雙打 | 谢丽尔·塞尔宁   | 準決賽 |
| 2017年 | 意大利羽毛球國際賽         | 國際挑戰賽 | 男子雙打 | 耶勒·马斯       | 冠軍   |
| 2018年 | 歐洲羽毛球錦標賽           | 其他       | 男子雙打 | 耶勒·马斯       | 季軍   |
| 2018年 | 荷蘭羽毛球公開賽           | 超級100賽  | 男子雙打 | 耶勒·马斯       | 亞軍   |
| 2018年 | 薩洛盧羽毛球公開賽         | 超級100賽  | 男子雙打 | 耶勒·马斯       | 準決賽 |
| 2019年 | 馬來西亞羽毛球大師賽       | 超級500賽  | 混合雙打 | 塞莱娜·皮克     | 準決賽 |
| 2019年 | 歐洲羽毛球混合團體錦標賽   | 其他       | 混合團體 | －              | 季軍   |
| 2019年 | 奧地利羽毛球公開賽         | 國際挑戰賽 | 混合雙打 | 塞莱娜·皮克     | 冠軍   |
| 2019年 | 德國羽毛球公開賽           | 超級300賽  | 混合雙打 | 塞莱娜·皮克     | 準決賽 |
| 2019年 | 巴西羽毛球國際挑戰賽       | 國際挑戰賽 | 男子雙打 | 耶勒·马斯       | 亞軍   |
| 2019年 | 巴西羽毛球國際挑戰賽       | 國際挑戰賽 | 混合雙打 | 塞莱娜·皮克     | 冠軍   |
| 2019年 | 歐洲運動會羽毛球比賽       | 其他       | 男子雙打 | 耶勒·马斯       | 銅牌   |
| 2019年 | 荷兰羽毛球公开赛           | 超級100賽  | 混合雙打 | 塞莱娜·皮克     | 冠軍   |
| 2020年 | 歐洲羽毛球男女子團體錦標賽 | 其他       | 男子團體 | －              | 亞軍   |
| 2020年 | 薩洛盧羽毛球公開賽         | 超級100賽  | 混合雙打 | 塞莱娜·皮克     | 準決賽 |
| 2021年 | 荷蘭羽毛球公開賽           | 國際挑戰賽 | 混合雙打 | 塞莱娜·皮克     | 亞軍   |
| 2021年 | 愛爾蘭羽毛球公開賽         | 國際挑戰賽 | 混合雙打 | 塞莱娜·皮克     | 冠軍   |
| 2022年 | 歐洲羽毛球錦標賽           | 其他       | 混合雙打 | 塞萊娜·皮克     | 季軍   |
| 2022年 | 荷蘭羽毛球公開賽           | 國際挑戰賽 | 混合雙打 | 塞萊娜·皮克     | 冠軍   |
| 2022年 | 法國羽毛球公開賽           | 超級750賽  | 混合雙打 | 塞萊娜·皮克     | 亞軍   |
| 2023年 | 瑞士羽毛球公開賽           | 超級300賽  | 混合雙打 | 塞萊娜·皮克     | 準決賽 |
| 2023年 | 歐洲運動會羽毛球比賽       | 其他       | 混合雙打 | 塞萊娜·皮克     | 金牌   |
| 2024年 | 德國羽毛球公開賽           | 超級300賽  | 混合雙打 | 塞萊娜·皮克     | 準決賽 |
| 2024年 | 全英羽毛球公開賽           | 超級1000賽 | 混合雙打 | 塞萊娜·皮克     | 準決賽 |
| 2024年 | 瑞士羽毛球公開賽           | 超級300賽  | 混合雙打 | 塞萊娜·皮克     | 準決賽 |
| 2024年 | 歐洲羽毛球錦標賽           | 其他       | 混合雙打 | 塞萊娜·皮克     | 季軍   |
| 2024年 | 荷蘭羽毛球公開賽           | 國際挑戰賽 | 混合雙打 | 塞莱娜·皮克     | 亞軍   |
| 2025年 | 德國羽毛球公開賽           | 超級300賽  | 混合雙打 | 亞曆山德拉·博爾 | 冠軍   |

| 2007-2017年 | 首要超級賽 | 超級賽 | 黃金大獎賽 | 大獎賽 | 國際挑戰賽 | 國際系列賽 | 未來系列賽 | 其他 |

| 2018-2026年 | 總決賽 | 超級1000賽 | 超級750賽 | 超級500賽 | 超級300賽 | 超級100賽 | 國際挑戰賽 | 國際系列賽 | 未來系列賽 | 其他 |

### 奧運會和世錦賽參賽紀錄
|          | 搭檔          | 2017 | 2018 | 2019 | 2020       | 2021 | 2022 | 2023 | 2024       |
| -------- | ------------- | ---- | ---- | ---- | ---------- | ---- | ---- | ---- | ---------- |
| 男子雙打 | 耶勒·马斯     | 48強 | 32強 | 32強 | －         | －   | －   | －   | －         |
|          |               |      |      |      |            |      |      |      |            |
| 混合雙打 | 谢丽尔·塞尔宁 | 48強 | 48強 | －   | －         | －   | －   | －   | －         |
| 混合雙打 | 塞萊娜·皮克   | －   | －   | 8強  | 小組第三名 | 16強 | 16強 | 32強 | 小組第三名 |

## 外部連結
- 罗宾·塔博林的Facebook專頁